# Зембин
Зембин (біл. вёска Зэмбін) — село в складі Борисовського району Мінської області, Білорусь. Село є адміністративним центром Зембинської сільської ради, розташоване в північно-східній частині області.